# Symetryczno-liryczna
 Symetryczno-liryczna – czwarty singel promujący album Folkhorod zespołu Enej. Do utworu nakręcony został również teledysk, którego reżyserem jest Mateusz Winkiel. Premiera singla odbyła się 3 czerwca 2013 na antenie radia RMF FM.

## Notowania
| Lista                     | Pozycja |       |
| ------------------------- | ------- | ----- |
| Polish Airplay Chart      | 2       | [ 2 ] |
| RMF FM – Poplista         | 1       | [ 3 ] |
| Wietrzne Radio – Top 15   | 1       | [ 4 ] |
| Lista Przebojów Radia Zet | 1       | [ 5 ] |
| RMF Maxxx – Hop Bęc       | 3       | [ 6 ] |
| Eska – Gorąca 20          | 1       | [ 7 ] |
| Lista Przebojów Radia PiK | 1       | [ 8 ] |

## Nagrody i nominacje singla
| Rok  | Nagroda             | Kategoria         | Rezultat   |
| ---- | ------------------- | ----------------- | ---------- |
| 2013 | Plebiscyt RMF FM    | Przebój Lata 2013 | Wygrana    |
| 2013 | Plebiscyt RMF FM    | Przebój Roku 2013 | II miejsce |
| 2013 | Plebiscyt Radia Zet | Przebój Roku 2013 | II miejsce |